# Мюссаровские понедельники
Мюссаровские понедельники —  общество художников, преимущественно акварелистов; рисунки и эскизы, сделанные ими во время еженедельных товарищеских бесед, поступают в продажу, а вырученные деньги обращаются на содержание бедных семейств и сирот художников.
«Общество для вспомоществования сиротам и семействам художников, требующих призрения», в 1912 году получившее название «Мюссаровские понедельники», было учреждено в Санкт-Петербурге в 1881 году группой высокопоставленных чиновников и аристократов по инициативе Евгения Ивановича Мюссара. Целью его было определено «призрение семейств художников, впавших в нищету, воспитание их детей и помощь им во всех видах».
Общество состояло из членов-сотрудников (коллекционеров, меценатов, благотворителей) и действительных членов — в основном, художников-акварелистов, которые в качестве ежегодного взноса предоставляли обществу свои произведения.
Первоначально неофициально называлось «понедельничным» из-за того, что его еженедельные клубные собрания проводились по понедельникам. После смерти Мюссара в 1897 году были приняты специальные правила: «Мюссаровскими понедельниками называются еженедельные собрания членов общества с целью работы в пользу преследуемого обществом благотворительного дела и поддержания дружеских и товарищеских отношений между членами общества». В 1904—1912 годах официально называлось «Общество для оказания помощи семействам художников». В последней редакции устава, утверждённой 7 ноября 1912 года, было закреплено название «Мюссаровские понедельники». 
Собрания общества проходили первоначально в не сохранившемся ныне здании Соляного городка, затем — в помещении Кустарного музея (соврем. адрес: Соляной переулок, 9), с 1911 года — в зданиях на Невском проспекте, 24 и на Галерной улице, 33 (особняк барона С. П. фон Дервиза). Эти собрания обычно начинались с совместного рисования; выполненные работы (преимущественно рисунки и акварели) разыгрывались в лотереях или продавались на периодически устраиваемых выставках, а вырученные средства составляли часть благотворительного фонда для выплаты единовременных пособий и пенсий опекаемым семействам (доход от первых двух выставок в 1881 и 1882 превысил 4000 рублей; число семейств, которым одновременно оказывалась помощь, доходило до 15, а сумма выплачиваемых пособий составляла от 1000 до 1200 рублей в год). Затем следовала концертная часть, на которую приглашались артисты оперы, балета и драматической сцены. В завершение проходил совместный ужин.
В 1910-х годах стали устраиваться персональные выставки старейших членов общества. В разные годы действительными членами были: А. И. Адамсон, А. К. Беггров, Я. Я. Бельзен, Ф. Ф. Бухгольц, П. К. Вениг, В. П. Верещагин, И. А. Владимиров, А. В. Ганзен, А. К. Денисов-Уральский, С. М. Дудин, С. С. Егорнов, В. И. Зарубин, Н. Н. Каразин, Н. И. Кравченко, И. Е. Крачковский, Л. Ф. Лагорио, А. И. Лажечников, М. Г. Малышев, В. В. Матэ, А. И. Мещерский, А. А. Писемский, Л. О. Премацци, Н. К. Рерих, Ф. А. Рубо, М. В. Рундальцов, М. С. Судковский, А. К. Тимус, И. П. Фёдоров-Керченский, П. П. Чистяков, А. Р. Эберлинг. 
Председателями общества были: до 1891 года — генерал Н. В. Исаков, до 1906 года — герцог Николай Николаевич Лейхтенбергский; в дальнейшем — художники А. И. Куинджи, Альб. Н. Бенуа (позже — почётный член общества), К. Я. Крыжицкий, И. Ф. Порфиров, Ф. П. Ризниченко и В. А. Косяков. Почетными членами общества также были: К. Э. Гефтлер, Н. А. Кошелев и И. Е. Репин.
В конце 1917 года общество прекратило существование.
В 1882 году в составе Общества был организован Первый дамский художественный кружок, ставший в 1884 году самостоятельной благотворительной организацией.